# Миссис Минивер

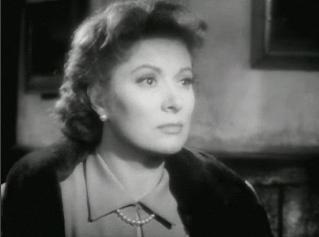
Грир Гарсон

«Миссис Минивер» (англ. Mrs. Miniver) — американский военный драматический фильм 1942 года режиссёра Уильяма Уайлера. Картина, основанная на одноимённой книге Джен Стратер 1940 года, рассказывает о том, как Вторая мировая война повлияла на жизнь скромной британской домохозяйки в сельской Англии. Главные роли исполнили Грир Гарсон и Уолтер Пиджон, во второстепенных ролях снялись Тереза Райт, Мэй Уитти, Реджинальд Оуэн, Генри Трэверс, Ричард Ней и Генри Вилкоксон.
«Миссис Минивер» пользовалась огромным успехом у критиков и зрителей, став самым кассовым фильмом в США в 1942 году. На 15-й церемонии вручения наград премии «Оскар» фильм получил 12 номинаций и завоевал шесть «Оскаров», в том числе за лучший фильм, лучшую режиссуру, лучшую женскую роль (Гарсон) и лучшую женскую роль второго плана (Райт). Это был первый фильм, посвящённый Второй мировой войне, получивший награду как лучший фильм, и первый фильм, получивший пять номинаций за актёрское мастерство.
В 1950 году на экраны вышел сиквел «История Минивер», в котором Гарсон и Пиджон вернулись к своим ролям.

## Сюжет
Кей Минивер наслаждается жизнью в Белхэме, вымышленной деревне под Лондоном. Её муж Клем — успешный архитектор. У четы Миниверов трое детей: малыши Тоби и Джуди, а также старший сын Вин, студент Оксфордского университета.
В разгар Второй мировой войны Вин возвращается из университета и знакомится с Кэрол Белдон, внучкой леди Белдон из Белдон-холла. Несмотря на разногласия — главным образом, из-за противопоставление идеалистического отношения Вина к классовым различиям и практичного подхода Кэрол — они влюбляются друг в друга. Когда война приближается к родному дому, Вин поступает на службу в Королевские ВВС, получив квалификацию пилота истребителя. Его направляют на базу, расположенную недалеко от дома родителей, и он сигнализирует родителям о своем благополучном возвращении из зоны боевых действий, тарахтя двигателем, когда он пролетает над домом. Вин под давлением младшего брата Тоби делает предложение Кэрол во время семейного ужина. Вместе с другими владельцами малых лодок Клем добровольно отправляется на своем моторном катере «Старлинг» в Дюнкерк для эвакуации британских экспедиционных сил.
Во время отсутствия Клема Кей просыпается ранним утром и приходи к причалу. Она замечает, что в её саду прячется раненый немецкий летчик, которым под дулом пистолета ведет её в дом. Летчик требует еду, молоко и пальто, после чего агрессивно заявляет, что Третий рейх безжалостно расправится со своими врагами. Миссис Минивер кормит его, обезоруживает, когда он падает в обморок, и вызывает полицию. Вскоре после этого измученный Клем возвращается домой из Дюнкерка.
Леди Белдон приходит к Кей, чтобы попытаться убедить её отговорить Вина от женитьбы на Кэрол: её внучке всего восемнадцать лет, а жениху нет и 20. Кей напоминает леди Белдон, что та сама вышла замуж в шестнадцать лет. Леди Белдон признает свое поражение, осознавая тщетность попыток помешать браку. Кэрол выходит замуж за Вина, становясь еще одной миссис Минивер. Кэрол понимает, что Вин, скорее всего, будет убит в бою, но их короткая любовь наполнит смыслом её жизнь. Во время воздушного налета Кей и ее семья укрываются в саду в убежище Андерсона и пытаются отвлечься от бомбёжки, читая «Приключения Алисы в Стране чудес». Они чудом выживают, когда бомба разрушает часть поместья. Вин и Кэрол возвращаются из медового месяца в Шотландии и видят повреждения дома, но Кей обустроила для них комнату Вина.
На ежегодной деревенской выставке цветов леди Белдон игнорирует решение судей, признавших победителем её розу. Вместо этого она объявляет победителем розу, выращенную начальником местной железнодорожной станции, мистером Баллардом, и названную «Миссис Минивер», а её собственная роза получает второй приз. Когда звучат сирены воздушной тревоги и жители деревни укрываются в подвалах Белдон-холла, Кей и Кэрол возвращаются домой на машине Вина. По дороге они становятся свидетелями воздушного боя истребителей. Кей останавливает машину, и они видят, как немецкий самолет падает. Кей понимает, что Кэрол ранена пулеметным огнем с самолета. Кэрол умирает через несколько минут после того, как они добираются до дома.
Жители деревни собираются в руинах церкви, где викарий в проникновенной проповеди говорит о потере дорогих прихожан в этом тихом уголке Англии. Среди погибших во время налета он упоминает Джеймса Балларда, обладателя Кубка Белдона, который он получил за час до своей смерти за прекрасную розу Минивер, и Кэрол Минивер, которая венчалась у этого алтаря всего две недели назад.
Одинокая леди Белдон стоит у церковной скамьи своей семьи. Вин встает рядом с ней, когда члены общины поднимаются и поют «Вперед, христианские солдаты». В небе, виднеющемуся сквозь зияющую дыру в крыше разбомбленной церкви, британские истребители в построении «V for Victory» летят навстречу врагу.

## В ролях
- Грир Гарсон — миссис Кей Минивер
- Уолтер Пиджон — Клем Минивер
- Тереза Райт — Кэрол Белдон
- Мэй Уитти — леди Белдон
- Реджинальд Оуэн — Фоули
- Генри Трэверс — Джеймс Боллард
- Ричард Ней — Вин Минивер
- Генри Вилкоксон — викарий
- Кристофер Северн — Тоби Минивер
- Бренда Форбс — Глэдис, горничная
- Рис Уильямс — Хорас

## История создания
Уайлер открыто признавал, что снял фильм для пропаганды. Уроженец Германии, он был убеждён, что США должны вступить в войну против нацизма и что политика изоляционизма окажется губительной, поэтому снял фильм, демонстрирующий рядовым американцам, через что пришлось пройти их британским собратьям. Завершив съёмки, Уайлер вступил в армию США и был приписан к Сигнальному корпусу. В ночь, когда ему присудили его первый «Оскар», он был за океаном. Как Уайлер признавался позднее, только будучи на фронте он понял, что в «Миссис Минивер» война показана в слишком мягких тонах.

## Критика
Французский историк кино Жорж Садуль отмечая пропагандистский характер «Миссис Минивер» характеризовал картину следующим образом: «Успех фильма был колоссальный, но произведение испорчено весьма наивной сентиментальностью и очень посредственным павильонным изображением Англии начала войны».

## Награды и номинации
| Награда                                       | Категория                                      | Номинанты и получатели                                                                         | Результат |
| --------------------------------------------- | ---------------------------------------------- | ---------------------------------------------------------------------------------------------- | --------- |
| «Оскар»                                       | Лучший фильм                                   | Сидни Франклин (Metro-Goldwyn-Mayer)                                                           | Победа    |
| «Оскар»                                       | Лучший режиссёр                                | Уильям Уайлер                                                                                  | Победа    |
| «Оскар»                                       | Лучший актёр                                   | Уолтер Пиджон                                                                                  | Номинация |
| «Оскар»                                       | Лучшая актриса                                 | Грир Гарсон                                                                                    | Победа    |
| «Оскар»                                       | Лучший актёр второго плана                     | Генри Трэверс                                                                                  | Номинация |
| «Оскар»                                       | Лучшая актриса второго плана                   | Мэй Уитти                                                                                      | Номинация |
| «Оскар»                                       | Лучшая актриса второго плана                   | Тереза Райт                                                                                    | Победа    |
| «Оскар»                                       | Лучший адаптированный сценарий                 | Артур Уимперис, Джордж Фрёшел, Джеймс Хилтон Клодин Уэст                                       | Победа    |
| «Оскар»                                       | Лучшая операторская работа (чёрно-белый фильм) | Джозеф Руттенберг                                                                              | Победа    |
| «Оскар»                                       | Лучший монтаж                                  | Харольд Ф. Кресс                                                                               | Номинация |
| «Оскар»                                       | Лучший звук                                    | Дуглас Ширер                                                                                   | Номинация |
| «Оскар»                                       | Лучшие спецэффекты                             | А. Арнольд Гиллеспи, Уоррен Ньюкомб (фотографические эффекты), Дуглас Ширер (звуковые эффекты) | Номинация |
| Премия Национального совета кинокритиков США  | Десять лучших фильмов                          | «Миссис Минивер»                                                                               | Победа    |
| Премия Национального совета кинокритиков США  | Лучшая актёрская работа                        | Грир Грасон (также за «Случайная жатва»)                                                       | Победа    |
| Премия Национального совета кинокритиков США  | Лучшая актёрская работа                        | Тереза Райт                                                                                    | Победа    |
| Национальный совет США по сохранности фильмов | Национальный реестр фильмов                    | «Миссис Минивер»                                                                               | Избран    |
| Премия Сообщества кинокритиков Нью-Йорка      | Лучшая актриса                                 | Грир Гарсон                                                                                    | Номинация |